# La Font del Lleó
|  | Per a altres significats, vegeu «Font del Lleó (desambiguació)». |

La Font del Lleó era un restaurant situat a l'avinguda de Pearson, 70 al barri de Pedralbes de Barcelona, inclòs a l'Inventari del Patrimoni Arquitectònic de Catalunya.

## Història
El 1922, Jaume Balet i Viñas va comprar un terreny de 6.000 m² a Joan Antoni Güell i López, president de la societat anònima Sant Pere Màrtir, on el 1927 va construir el restaurant, amb un jardí dissenyat per Nicolau Maria Rubió i Tudurí. Va ser batejat amb el nom de la Font del Lleó, que es trobava a pocs passos i era molt concorreguda pels barcelonins, especialment els diumenges.
El 1936 va rebre 2 estrelles Michelin, i va estar en funcionament 60 anys.

## Descripció
Tenia el caràcter d'una masia, a l'estil de moltes cases del barri. De planta quadrada amb cos de diferent alçada a cada lateral, amb terrassa i balustrada. Al costat del terrat hi corria una terrassa.
S'hi accedia per una escala al mig de la façana central, encara que també hi havia un portal per la part posterior de l'edifici. A l'entrada principal, dues pilastres sostenien uns lleons de pedra.